# Hydatellaceae
Hydatellaceae is een botanische naam, voor een familie van bedektzadige planten. Een familie onder deze naam wordt de laatste decennia vrij regelmatig erkend door systemen voor plantentaxonomie.
Er is geen overeenstemming over de plaatsing van de familie: van 
- Het Cronquist-systeem (1981) plaatst haar in een eigen orde Hydatellales.
- Het APG-systeem (1998) en het APG II-systeem (2003) delen haar in bij de orde Poales.
- De APWebsite [4 nov 2007] en APG III (2009) delen de familie in bij de orde Nymphaeales. Dat laatste zou betekenen dat deze planten niet langer beschouwd worden als eenzaadlobbigen.

Het enige geslacht Trithuria Hook.f. bestaat uit 13 soorten die inheems zijn in Australië, Nieuw-Zeeland en India.